# Stazione di Fratte Centro
La stazione di Fratte Centro è una fermata ferroviaria a servizio del comune di Santa Giustina in Colle sulla linea Bassano del Grappa-Padova. Situata nella frazione di Fratte.
La gestione degli impianti è affidata a Rete Ferroviaria Italiana, società controllata del gruppo Ferrovie dello Stato.
La stazione assume la denominazione Centro per distinguersi dalla stazione di Fratte che si trova a Salerno.
Ora diventata sede dell'A.F.F.C. ( Associazione Fermodellisti Fratte Centro )

## Strutture e impianti
Il fabbricato viaggiatori è a due piani, un tempo il piano terra era adibito a sala d'attesa per i viaggiatori, ma risulta ormai chiuso da diversi anni.
Un lato della struttura era adibito ad abitazione per il capo stazione, tale alloggio risulta assegnato ora alla Associazione Fermodellisti Fratte Centro.
Il piazzale comprende il solo binario di corsa, servito da una banchina priva di pensilina.
All'uscita della sala d'attesa è presente un monitor che visualizza gli arrivi e le partenze dei treni.
La linea è in fase di trasformazione in trazione elettrica, attualmente sono stati posati i pali e le mensole, prossimamente verrà eseguita la posa della linea aerea

## Movimento
La stazione è servita da treni regionali svolti da Trenitalia nell'ambito del contratto di servizio stipulato con le regioni interessate.

## Servizi
- Fermata autobus
- Parcheggio auto e bici

## Movimento

### Viaggiatori
Il servizio viaggiatori, esclusivamente di tipo regionale, è espletato da Trenitalia, società controllata del gruppo Ferrovie dello Stato.
I treni che effettuano servizio presso questa stazione sono tutti quelli circolanti lungo la linea ferroviaria. Le loro principali destinazioni sono: Padova e Bassano del Grappa.